# Militärverdienstorden (Württemberg)

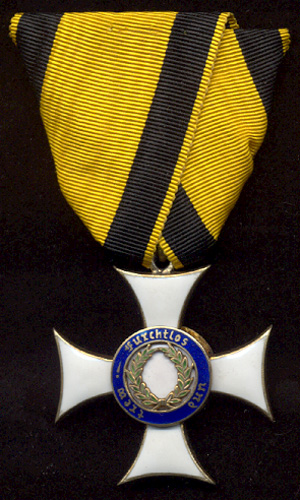
Ritterkreuz (Avers)

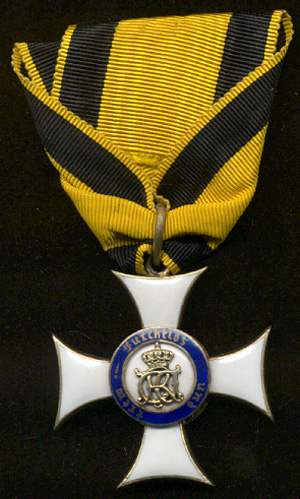
Ritterkreuz (Revers)

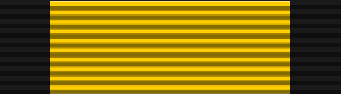
Bandschnalle

Der Militärverdienstorden war ein württembergischer Orden für militärische Verdienste.

## Geschichte
Der spätere König Friedrich von Württemberg erneuerte am 6. November 1799 den 1759 gestifteten Militär-Carls-Orden und benannte ihn in Militärverdienstorden um. Bisherige Mitglieder des Carls-Ordens, die diesen im Feld erhalten oder 25 Jahre in der württembergischen Armee gedient hatten, konnten ihn gegen den Militärverdienstorden tauschen.
Er wurde für Verdienste im Krieg oder in Friedenszeiten für mindestens 25-jährige treue Dienste verliehen und musste ständig getragen werden.
1806 und 1818 wurden die Statuen erneuert.

## Ordensklassen
Der Orden war ab 1799 in drei Klassen eingeteilt:
- Großkreuz
- Kommandeur
- Ritter

1809 wurden die Kommandeure I. Klasse eingeführt, die einen Ehrensäbel mit dem Ordenszeichen erhielten.
1818 wurden die Kommandeure I. Klasse wieder abgeschafft und die Goldene und Silberne Militärverdienstmedaille mit dem Orden affiliiert.

## Ordensdekoration

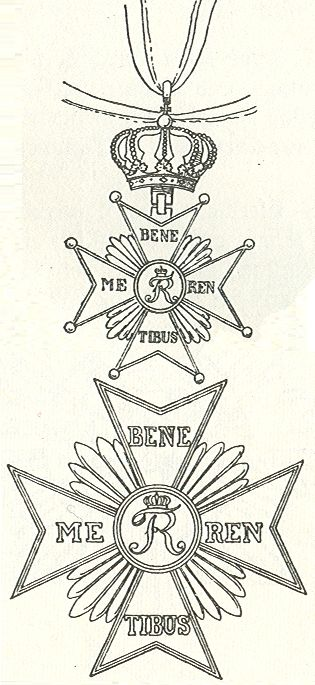
Ordensdekoration vor 1818

Das Ordenszeichen vor 1818 war ein goldgerändertes weißemailliertes Malteserkreuz mit goldenen Kugeln an den Kreuzenden und goldenen Strahlen zwischen den Kreuzarmen, die mit der goldenen Ordensdevise BENE MERENTIBUS (Denen, die sich wohl verdient gemacht haben) beschrieben waren. In der Mitte befand sich ein blauemailliertes Medaillon mit den Initialen
FR (Friedrich rex (König))
.
Nach 1818 hatte das Ordenszeichen die Form eines Tatzenkreuzes, in dessen Medaillon ein unten zusammengebundener goldener Lorbeerkranz zu sehen ist. Umschlossen ist das Medaillon von einem blauemaillierten Reif. Dieser führte zunächst die goldene Inschrift Furchtlos und trew. Rückseitig die verschlungenen und gekrönten Initialen des jeweils regierenden Königs, ebenfalls von dem bereits beschriebenen Reif umschlossen.

## Trageweise
Großkreuze und Komture trugen das Kreuz um den Hals, das Ritterkreuz ist etwas kleiner und wurde am Band auf der linken Brustseite getragen. Großkreuze trugen dazu einen silbernen Bruststern, der der Vorderseite des Ordenskreuzes entspricht.
Das Ordensband war ursprünglich gelb mit schwarzer Einfassung, ab 1818 blau. Lediglich die Ritterklasse erhielt während des Ersten Weltkriegs zur äußeren Unterscheidung vom Friedrichs-Orden wieder das alte gelb-schwarze Band.

## Verleihungszahlen

### 1806/15
| Ordensklasse | Gesamt |
| ------------ | ------ |
| Großkreuz    | 20     |
| Komtur       | 68     |
| Ritterkreuz  | 620    |

### 1818/57
| Ordensklasse | Gesamt |
| ------------ | ------ |
| Großkreuz    | 5      |
| Komtur       | 25     |
| Ritterkreuz  | 30     |

### 1870/89
| Ordensklasse | Gesamt |
| ------------ | ------ |
| Großkreuz    | 34     |
| Komtur       | 65     |
| Ritterkreuz  | 173    |

### 1892/1914
| Ordensklasse | Gesamt |
| ------------ | ------ |
| Großkreuz    | 13     |
| Komtur       | 27     |
| Ritterkreuz  | 55     |

### Erster Weltkrieg 1914/18
| Ordensklasse | Württemberger | Ausländer | Gesamt |
| ------------ | ------------- | --------- | ------ |
| Großkreuz    | 2             | 14        | 16     |
| Komtur       | 11            | 8         | 19     |
| Ritterkreuz  | 2.170         | 119       | 2.289  |

## Sonstiges
Mit der Verleihung des Ordens war bis 1913 die Erhebung in den persönlichen Adelsstand verbunden. Außerdem erhielten die Beliehenen eine Pension. Diese wurde auch während des Dritten Reiches und in der Bundesrepublik Deutschland (DM 50,-) an die noch lebenden Inhaber ausbezahlt.
Wurde ein Ritter während der Monarchie in Württemberg ohne das Ordenszeichen angetroffen, musste er zugunsten armer Soldatenkinder einen Geldbetrag als Buße entrichten.